# Royal Palace Sprint
Royal Palace Sprint (svenska: Slottssprinten) var ett årligt sprintlopp inom avslutningen av världscupen i längdskidåkning och ägde rum i Gamla stan i Stockholm. Första tävlingen avgjordes år 2000, därefter har den avgjorts 2002 och 2004. Sedan 2007 återkom tävlingen varje år. Sträckan som deltagarna körde var 1 090 meter. Tävlingen bestod av kvalificering, kvartsfinal, semifinal och final och var uppdelad i damer och herrar. Under tävlingsdagen invigdes tävlingen av Carl XVI Gustaf med undantag för 2011 och 2013 då den invigdes av Prins Carl Philip. Under 2014 och 2015 gjorde tävlingen ett uppehåll för att återkomma 2016. I maj 2017 meddelades att tävlingen skulle läggas ner och flytta till Falun för att ingå i Svenska skidspelen.

## Tävlingsår

### 2000
Tävlingen avgjordes 28 februari 2000.
| Herrar |                     |       |
| Nr     | Tävlande            | Land  |
| 1      | Odd-Bjørn Hjelmeset | Norge |
| 2      | Tore Bjonviken      | Norge |
| 3      | Håvard Solbakken    | Norge |

| Damer |                           |         |
| Nr    | Tävlande                  | Land    |
| 1     | Bente Skari Martinsen     | Norge   |
| 2     | Pirjo Manninen            | Finland |
| 3     | Kati Venäläinen-Sundqvist | Finland |

### 2002
Tävlingen avgjordes 5 mars 2002.
| Herrar |                     |         |
| Nr     | Tävlande            | Land    |
| 1      | Jens Arne Svartedal | Norge   |
| 2      | Trond Iversen       | Norge   |
| 3      | Björn Lind          | Sverige |

| Damer |                       |           |
| Nr    | Tävlande              | Land      |
| 1     | Bente Skari Martinsen | Norge     |
| 2     | Petra Majdic          | Slovenien |
| 3     | Anita Moen            | Norge     |

### 2004
Tävlingen avgjordes 18 februari 2004.
| Herrar |                     |       |
| Nr     | Tävlande            | Land  |
| 1      | Jens Arne Svartedal | Norge |
| 2      | John Kristian Dahl  | Norge |
| 3      | Odd-Bjørn Hjelmeset | Norge |

| Damer |               |         |
| Nr    | Tävlande      | Land    |
| 1     | Marit Bjørgen | Norge   |
| 2     | Anna Dahlberg | Sverige |
| 3     | Ella Gjømle   | Norge   |

### 2007

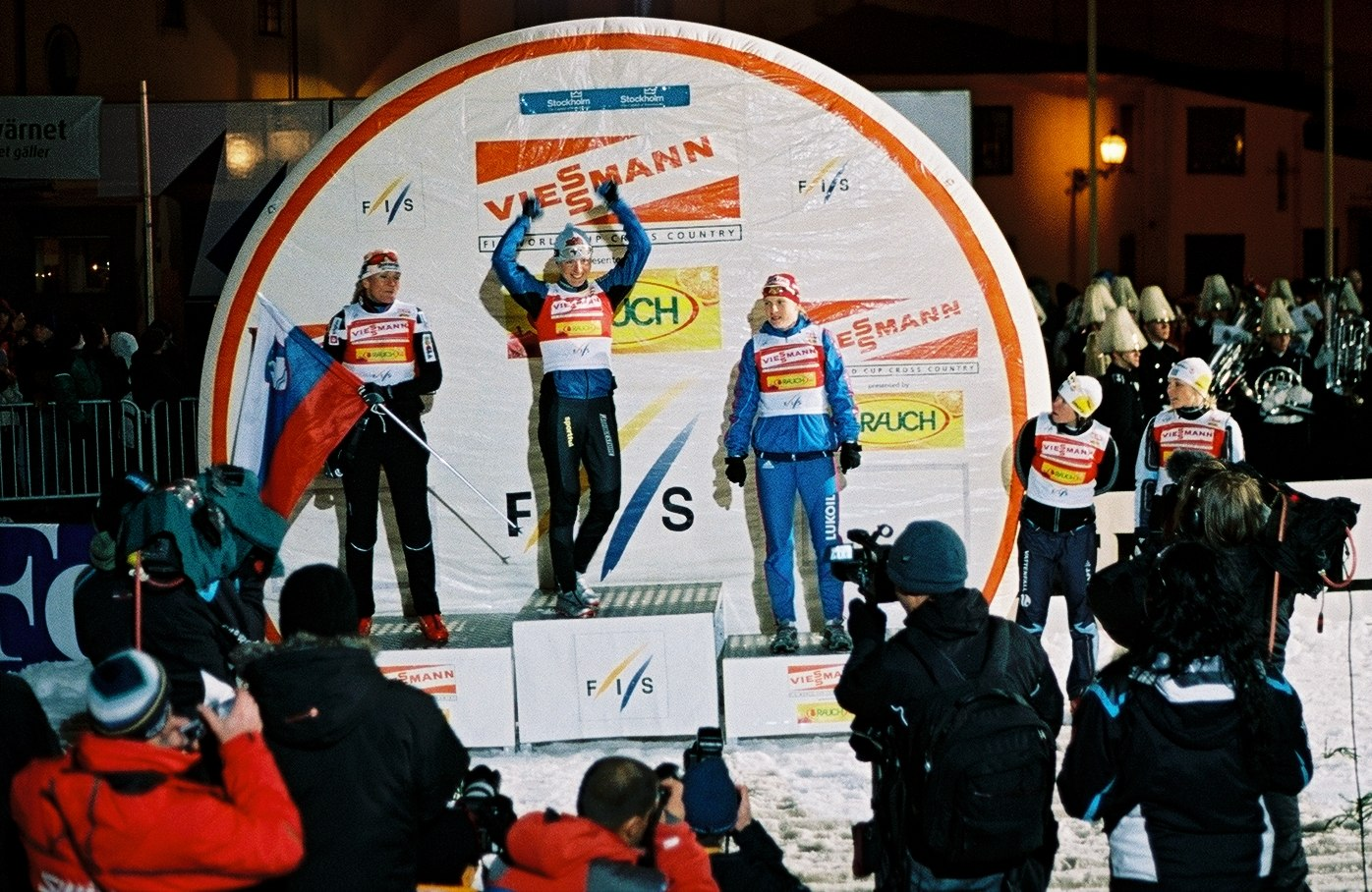
Damernas prisutdelning från 2007.

Tävlingen avgjordes 21 mars 2007.
| Herrar |                     |          |
| Nr     | Tävlande            | Land     |
| 1      | Michail Devjatiarov | Ryssland |
| 2      | Emil Jönsson        | Sverige  |
| 3      | Mats Larsson        | Sverige  |

| Damer |                |           |
| Nr    | Tävlande       | Land      |
| 1     | Petra Majdic   | Slovenien |
| 2     | Virpi Kuitunen | Finland   |
| 3     | Anna Dahlberg  | Sverige   |

| Herrar |                     |          |
| Nr     | Tävlande            | Land     |
| 1      | Michail Devjatiarov | Ryssland |
| 2      | Emil Jönsson        | Sverige  |
| 3      | Mats Larsson        | Sverige  |

| Damer |                |           |
| Nr    | Tävlande       | Land      |
| 1     | Petra Majdic   | Slovenien |
| 2     | Virpi Kuitunen | Finland   |
| 3     | Anna Dahlberg  | Sverige   |

### 2008
Tävlingen avgjordes 27 februari 2008.
| Herrar |                     |         |
| Nr     | Tävlande            | Land    |
| 1      | Jens Arne Svartedal | Norge   |
| 2      | Børre Næss          | Norge   |
| 3      | Emil Jönsson        | Sverige |

| Damer |                |           |
| Nr    | Tävlande       | Land      |
| 1     | Virpi Kuitunen | Finland   |
| 2     | Petra Majdic   | Slovenien |
| 3     | Madoka Natsumi | Japan     |

### 2009
Tävlingen avgjordes 18 mars 2009.
| Herrar |                    |       |
| Nr     | Tävlande           | Land  |
| 1      | Johan Kjølstad     | Norge |
| 2      | John Kristian Dahl | Norge |
| 3      | Eldar Rønning      | Norge |

| Damer |                     |           |
| Nr    | Tävlande            | Land      |
| 1     | Petra Majdic        | Slovenien |
| 2     | Aino Kaisa Saarinen | Finland   |
| 3     | Anna Olsson         | Sverige   |

### 2010
Tävlingen avgjordes 17 mars 2010.
| Herrar |                |          |
| Nr     | Tävlande       | Land     |
| 1      | Nikita Krjukov | Ryssland |
| 2      | Petter Northug | Norge    |
| 3      | Emil Jönsson   | Sverige  |

| Damer |                   |         |
| Nr    | Tävlande          | Land    |
| 1     | Anna Olsson       | Sverige |
| 2     | Justyna Kowalczyk | Polen   |
| 3     | Marit Bjørgen     | Norge   |

### 2011
Tävlingen avgjordes 16 mars 2011.
| Herrar |                     |         |
| Nr     | Tävlande            | Land    |
| 1      | Emil Jönsson        | Sverige |
| 2      | Petter Northug      | Norge   |
| 3      | Ola Vigen Hattestad | Norge   |

| Damer |                        |           |
| Nr    | Tävlande               | Land      |
| 1     | Petra Majdic           | Slovenien |
| 2     | Marit Bjørgen          | Norge     |
| 3     | Maiken Caspersen Falla | Norge     |

### 2012
Tävlingen avgjordes 14 mars 2012.
| Herrar |                 |         |
| Nr     | Tävlande        | Land    |
| 1      | Eirik Brandsdal | Norge   |
| 2      | Teodor Peterson | Sverige |
| 3      | Len Valjas      | Kanada  |

| Damer |                        |          |
| Nr    | Tävlande               | Land     |
| 1     | Marit Bjørgen          | Norge    |
| 2     | Julia Ivanova          | Ryssland |
| 3     | Maiken Caspersen Falla | Norge    |

### 2013

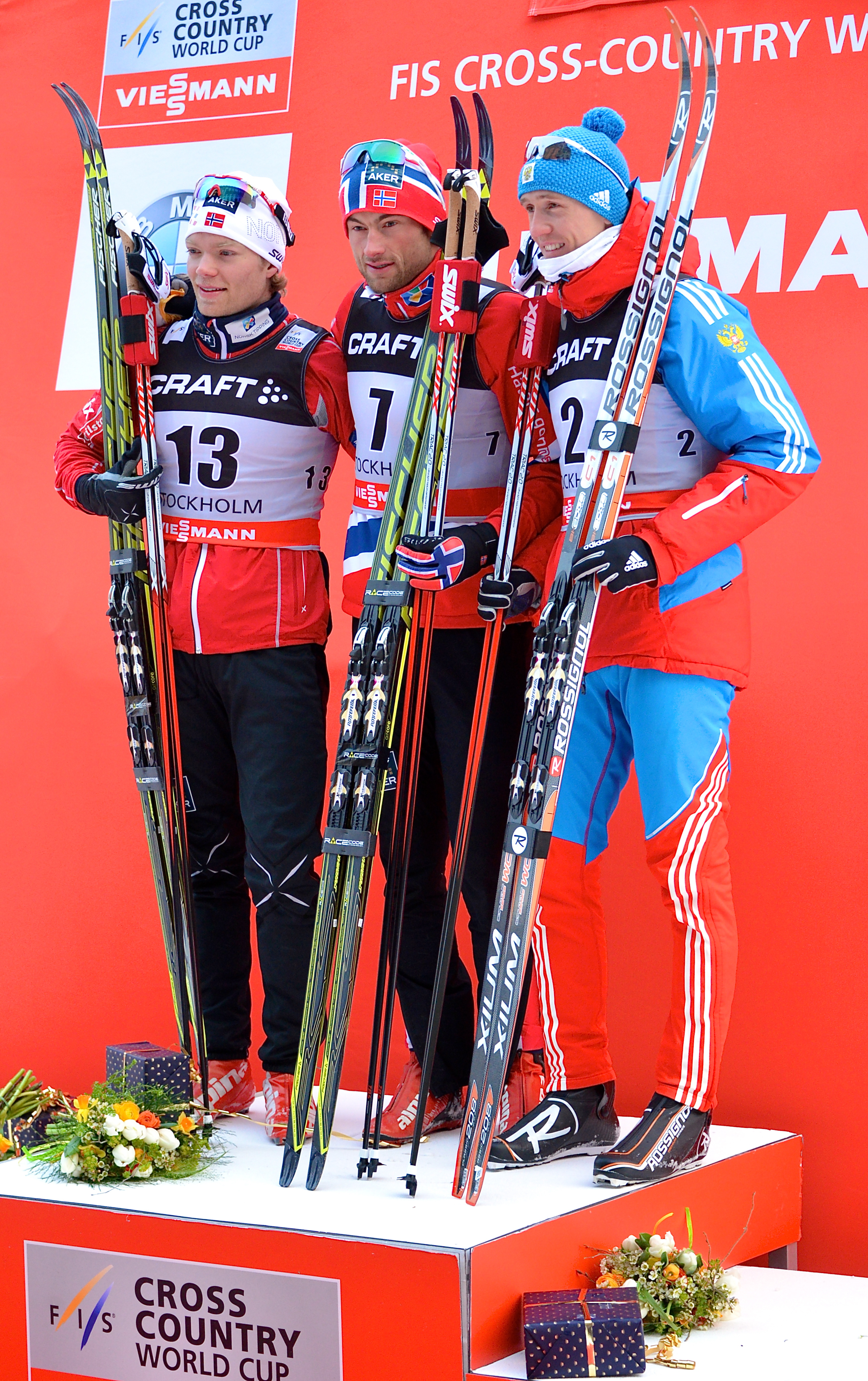
Tvåan Eirik Brandsdal, segraren Petter Northug och trean Nikita Krjukov på prispallen 2013.

Tävlingen avgjordes 20 mars 2013.
| Herrar |                 |          |
| Nr     | Tävlande        | Land     |
| 1      | Petter Northug  | Norge    |
| 2      | Eirik Brandsdal | Norge    |
| 3      | Nikita Krjukov  | Ryssland |

| Damer |                   |         |
| Nr    | Tävlande          | Land    |
| 1     | Justyna Kowalczyk | Polen   |
| 2     | Marit Bjørgen     | Norge   |
| 3     | Kerttu Niskanen   | Finland |

| Herrar |                 |          |
| Nr     | Tävlande        | Land     |
| 1      | Petter Northug  | Norge    |
| 2      | Eirik Brandsdal | Norge    |
| 3      | Nikita Krjukov  | Ryssland |

| Damer |                   |         |
| Nr    | Tävlande          | Land    |
| 1     | Justyna Kowalczyk | Polen   |
| 2     | Marit Bjørgen     | Norge   |
| 3     | Kerttu Niskanen   | Finland |

## Bildgalleri från Royal Palace Sprint 2013

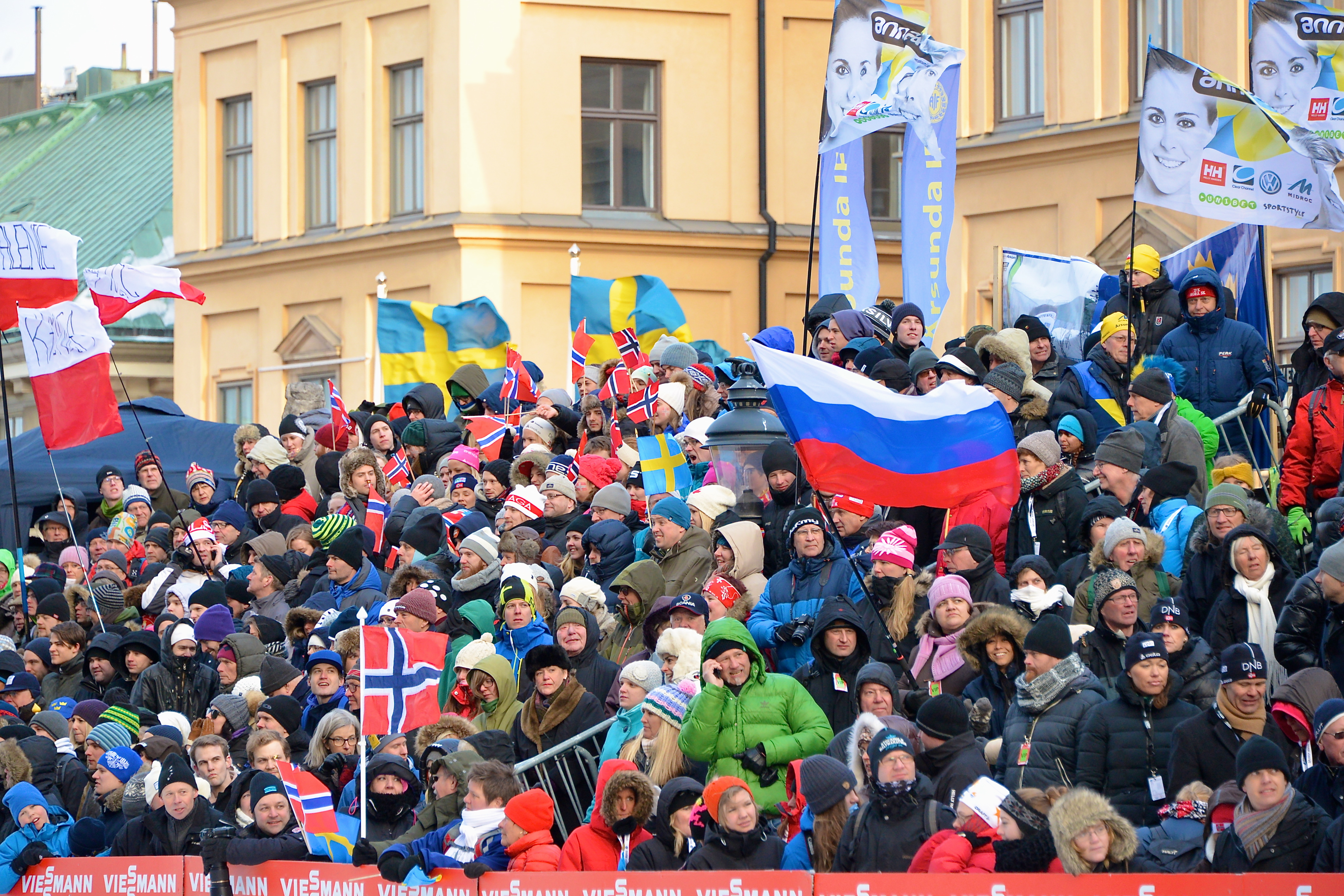
Stämning och förväntan på publikläktarna.
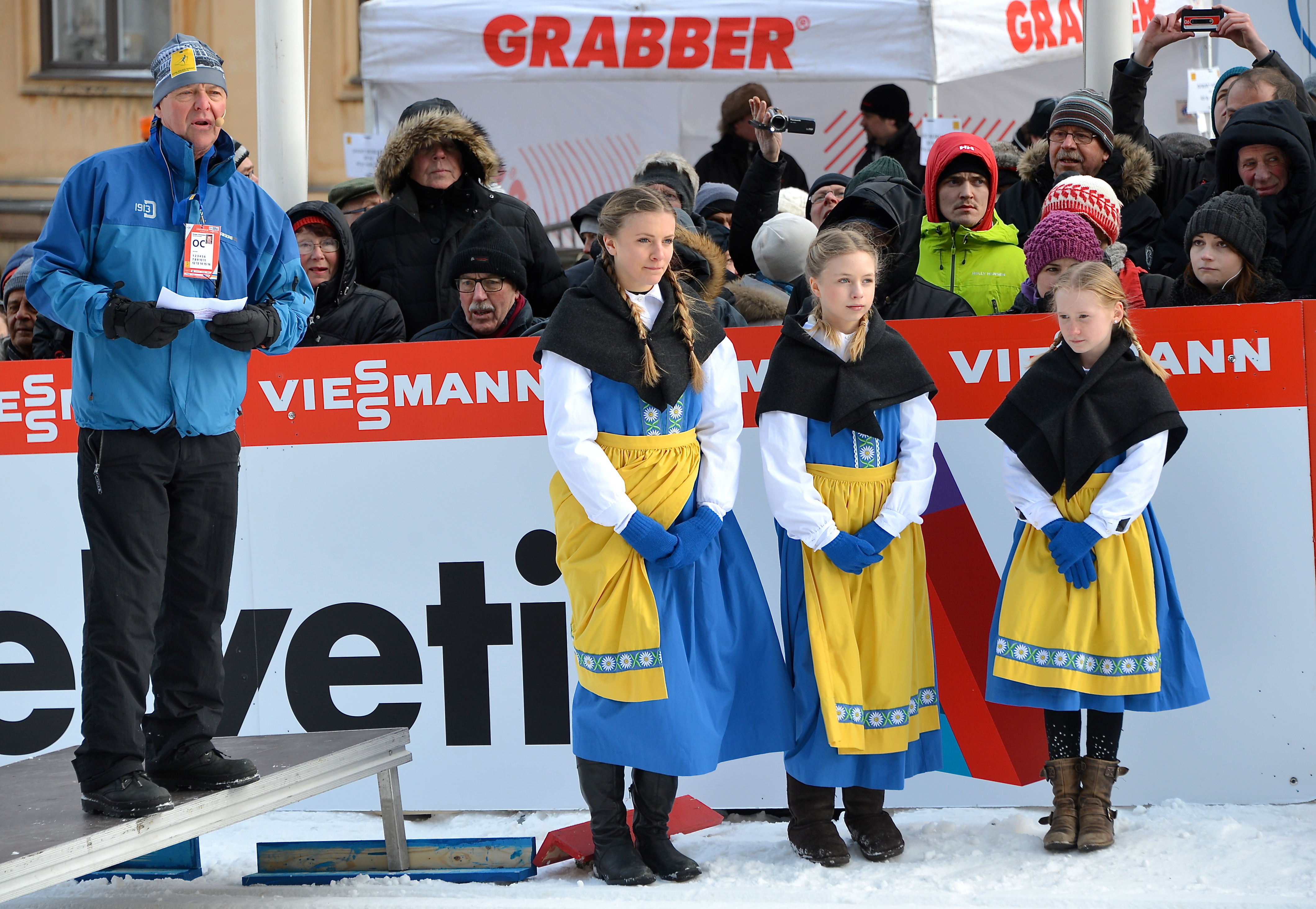
Rutger Simonsson, gen.sekr. för RPS, invigningstalar.
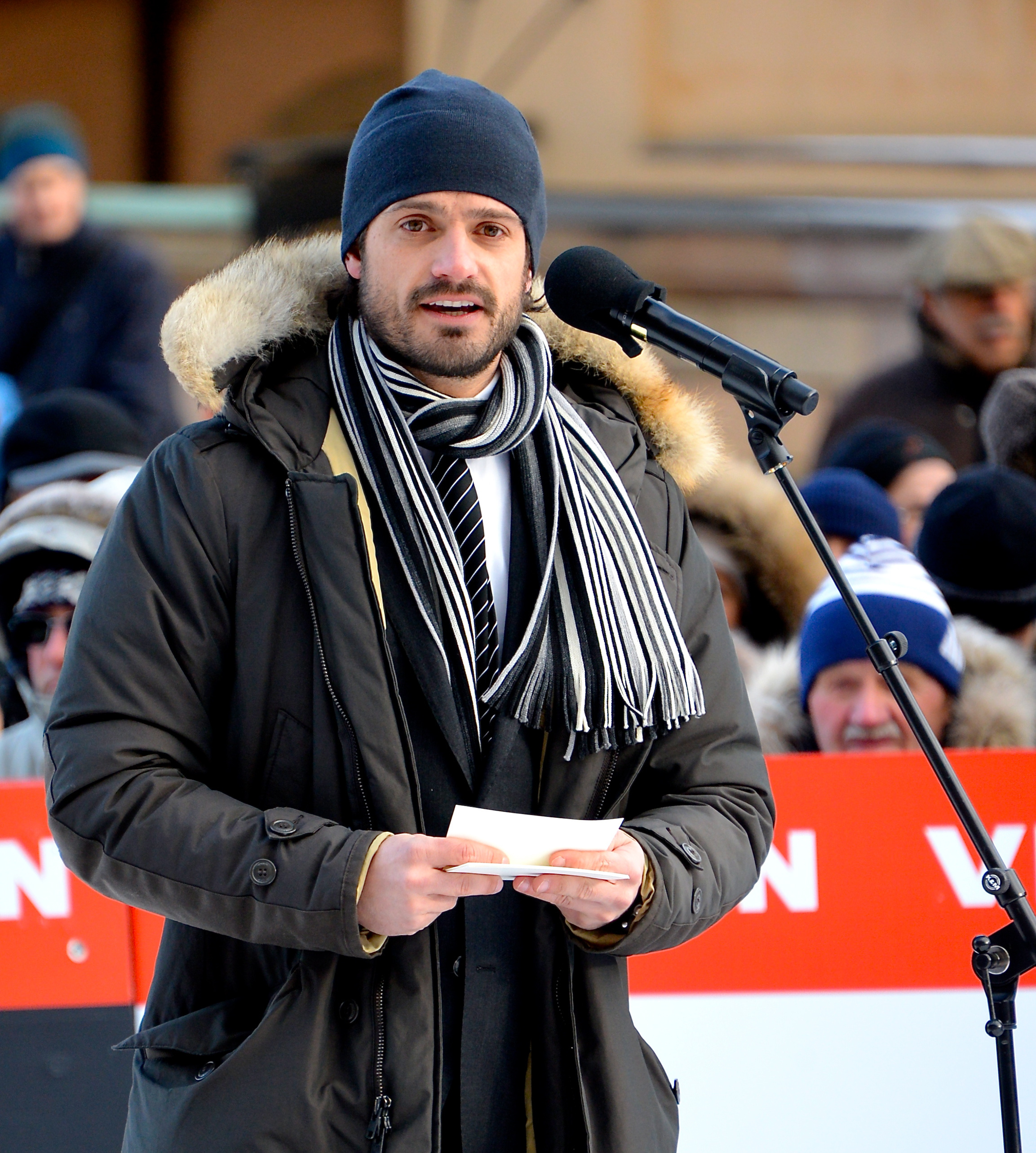
H.K.H. Prins Carl Philip invigningstalar.
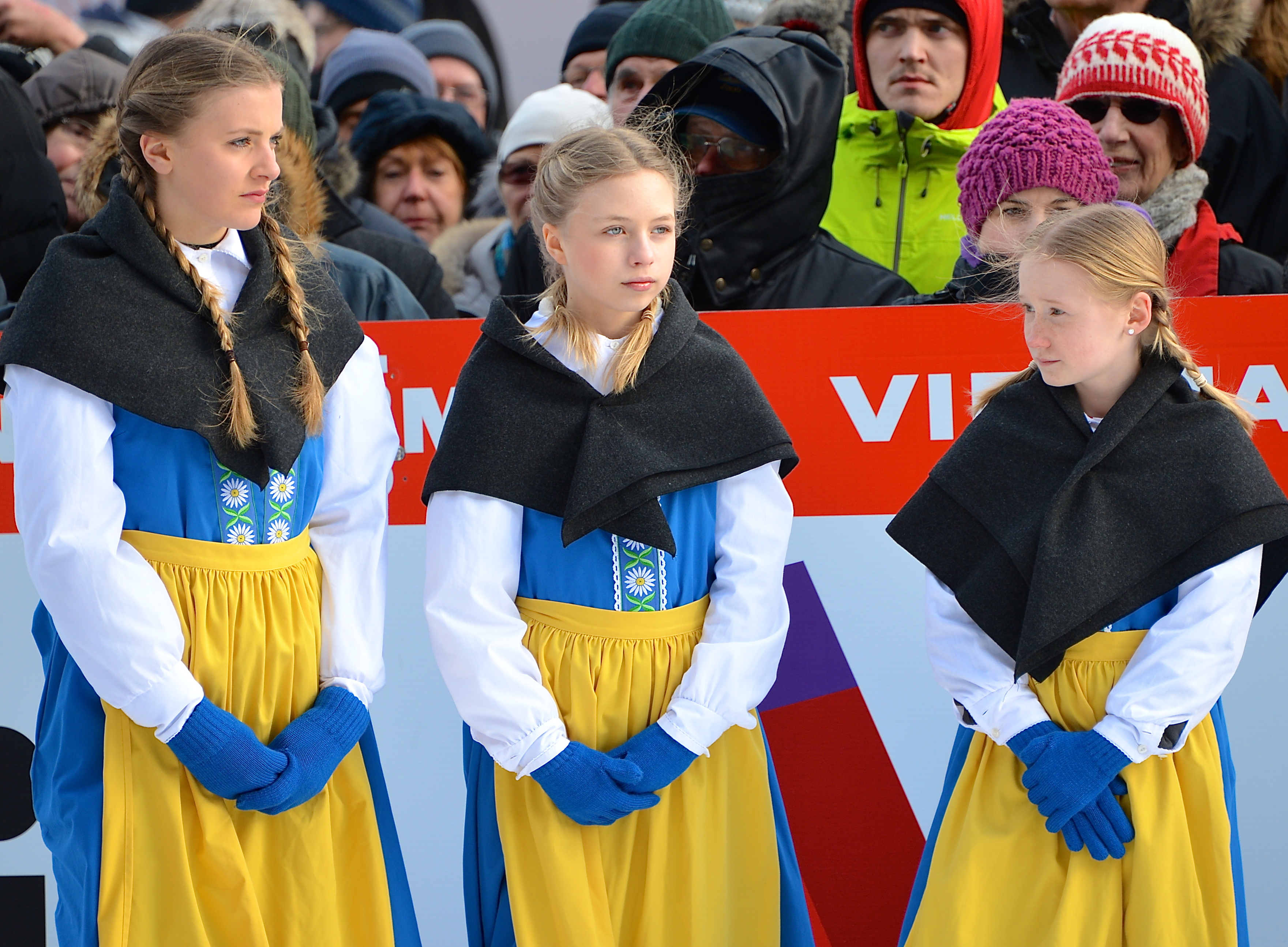
Flickor från Stockholms konståkningsklubb.
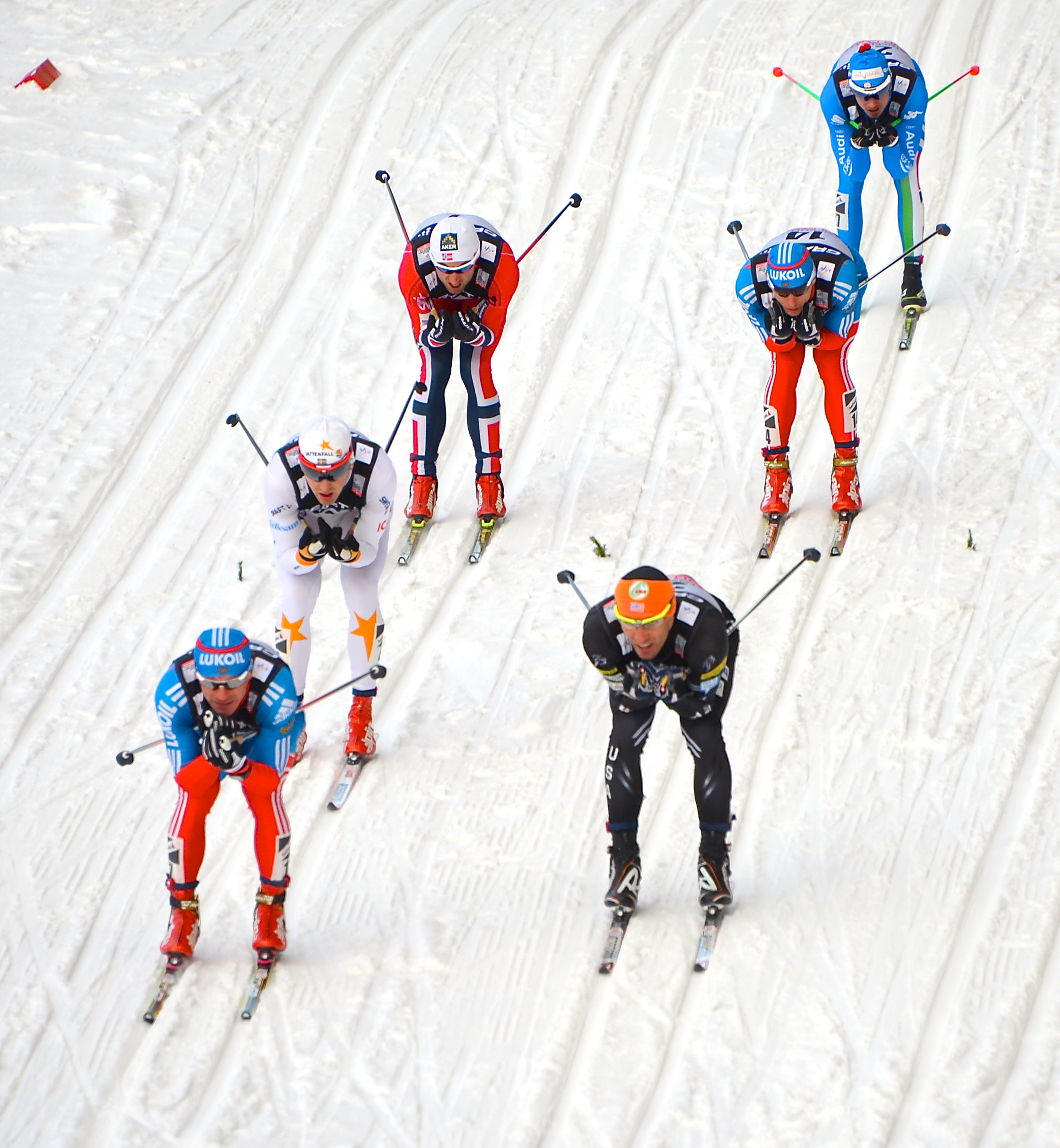
Nerför lejonbacken.
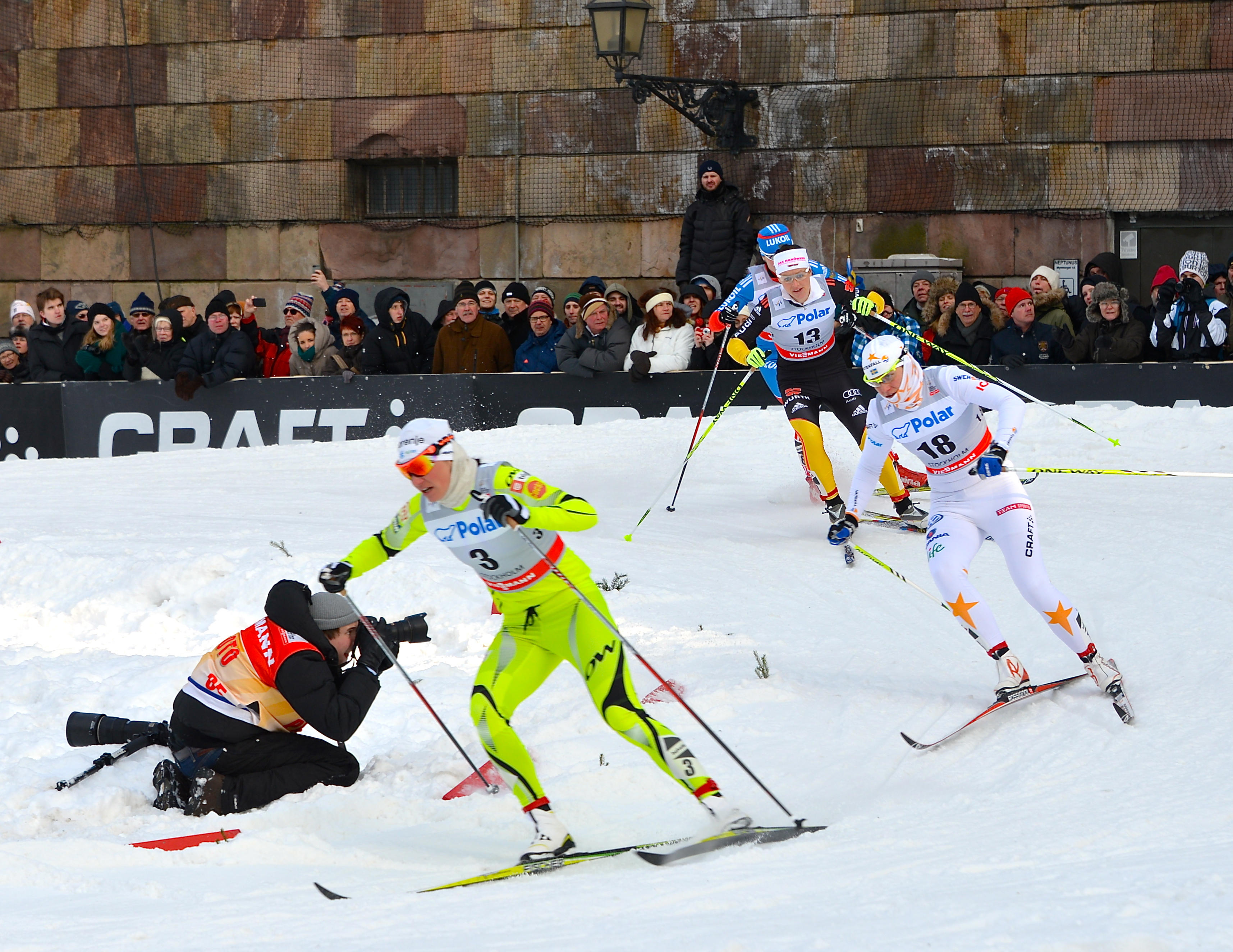
Ida Ingemarsdotter (18).
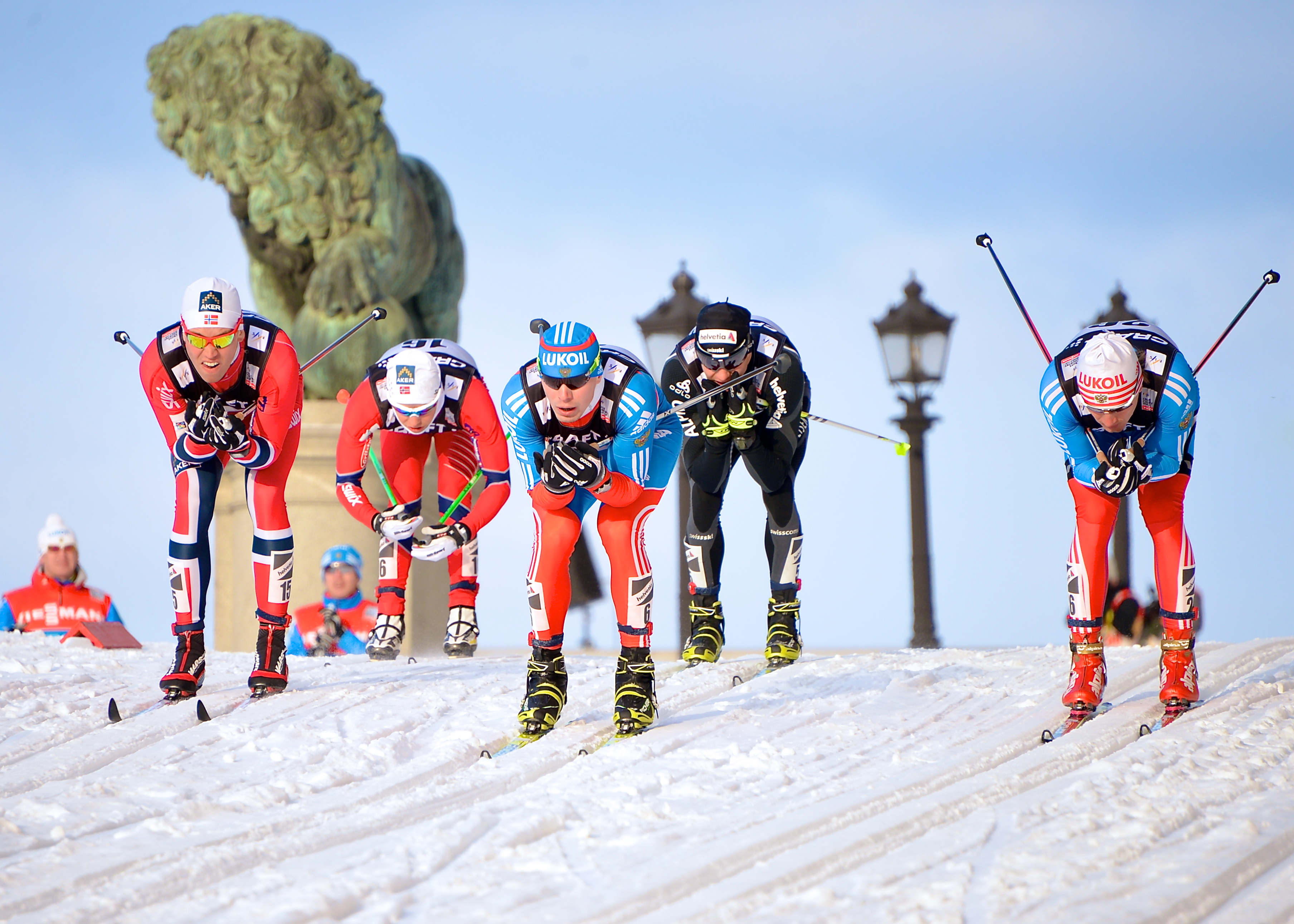
Kvartsfinal Heat 3 för herrar.
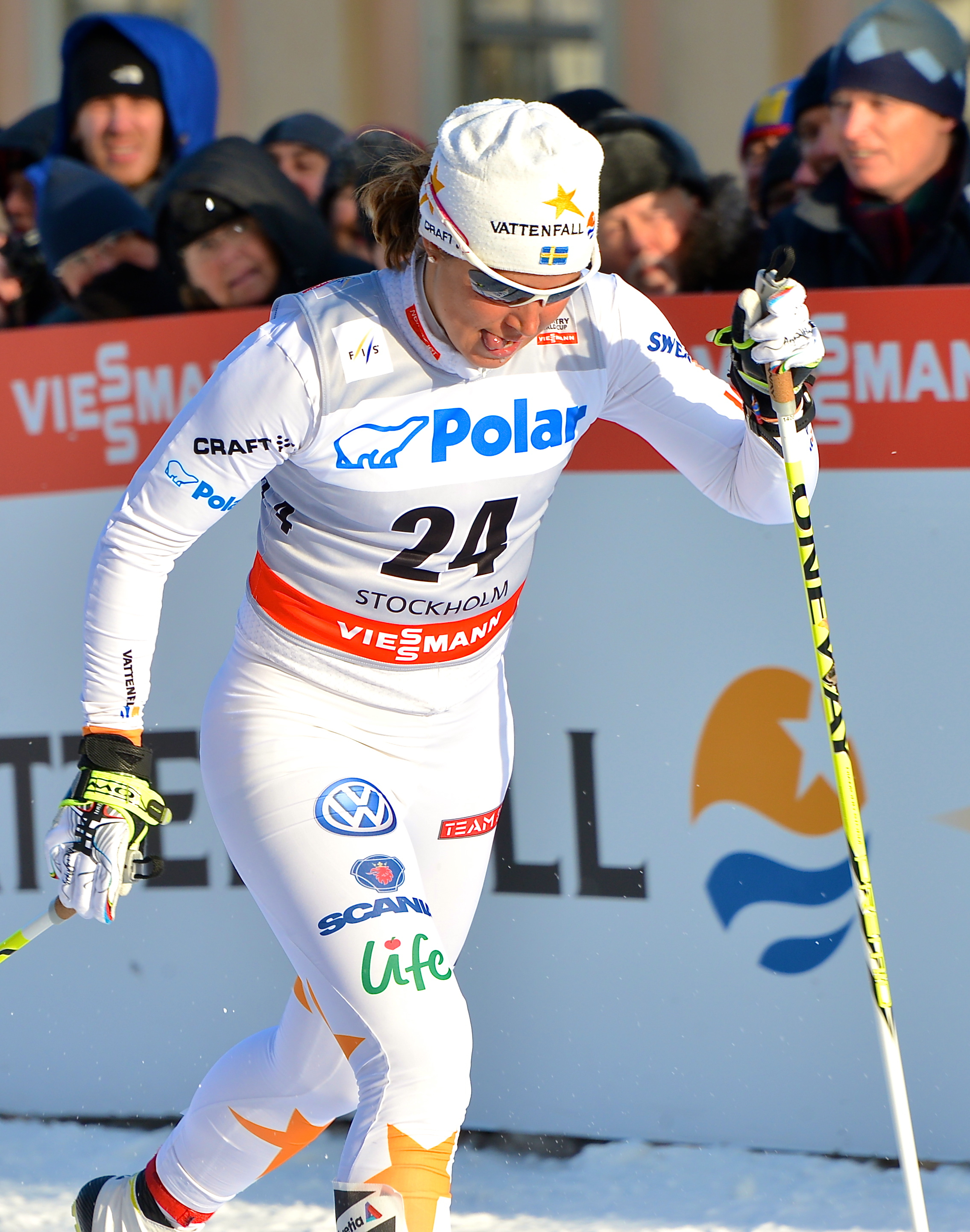
Anna Haag.
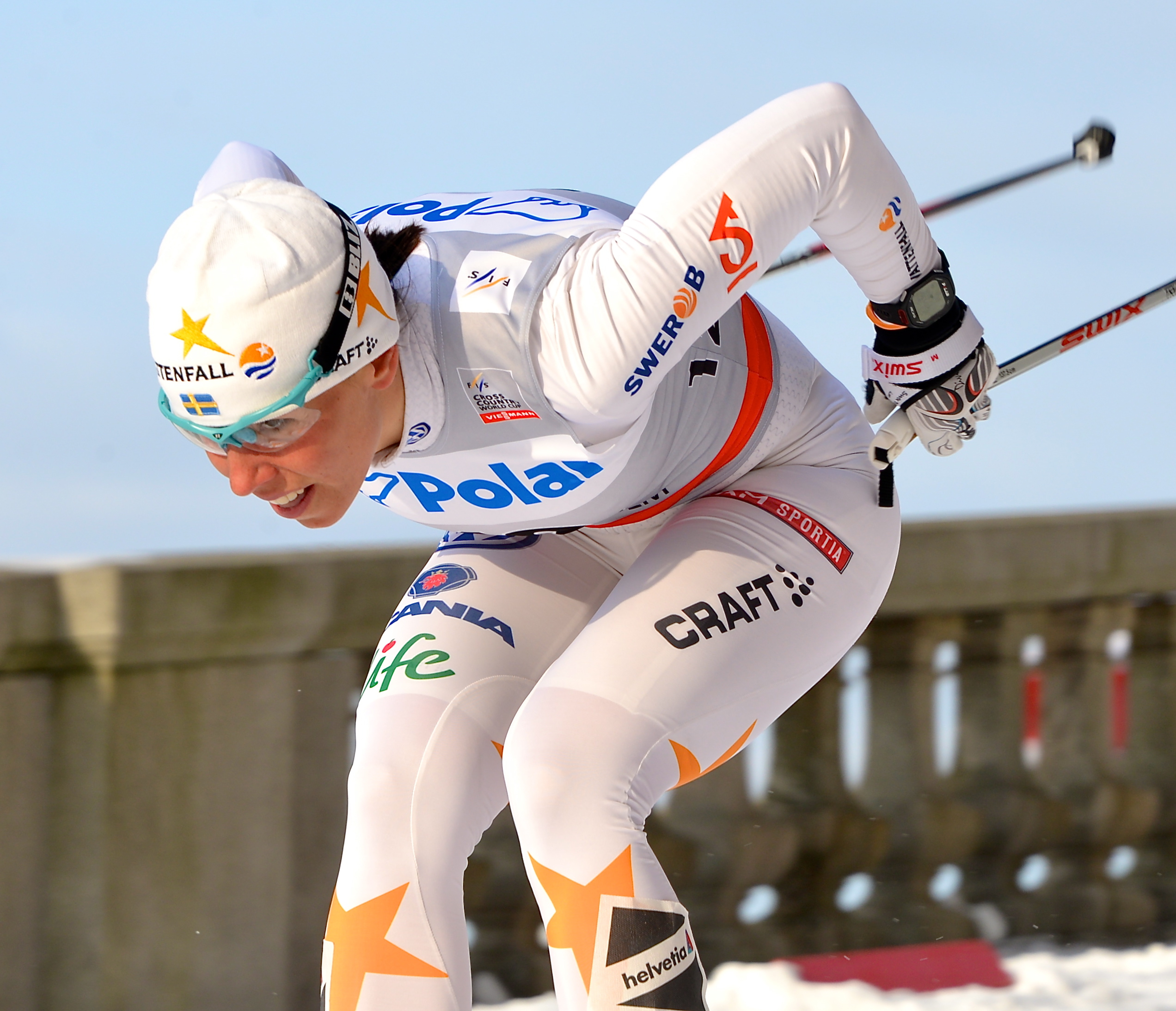
Charlotte Kalla utför lejonbacken.
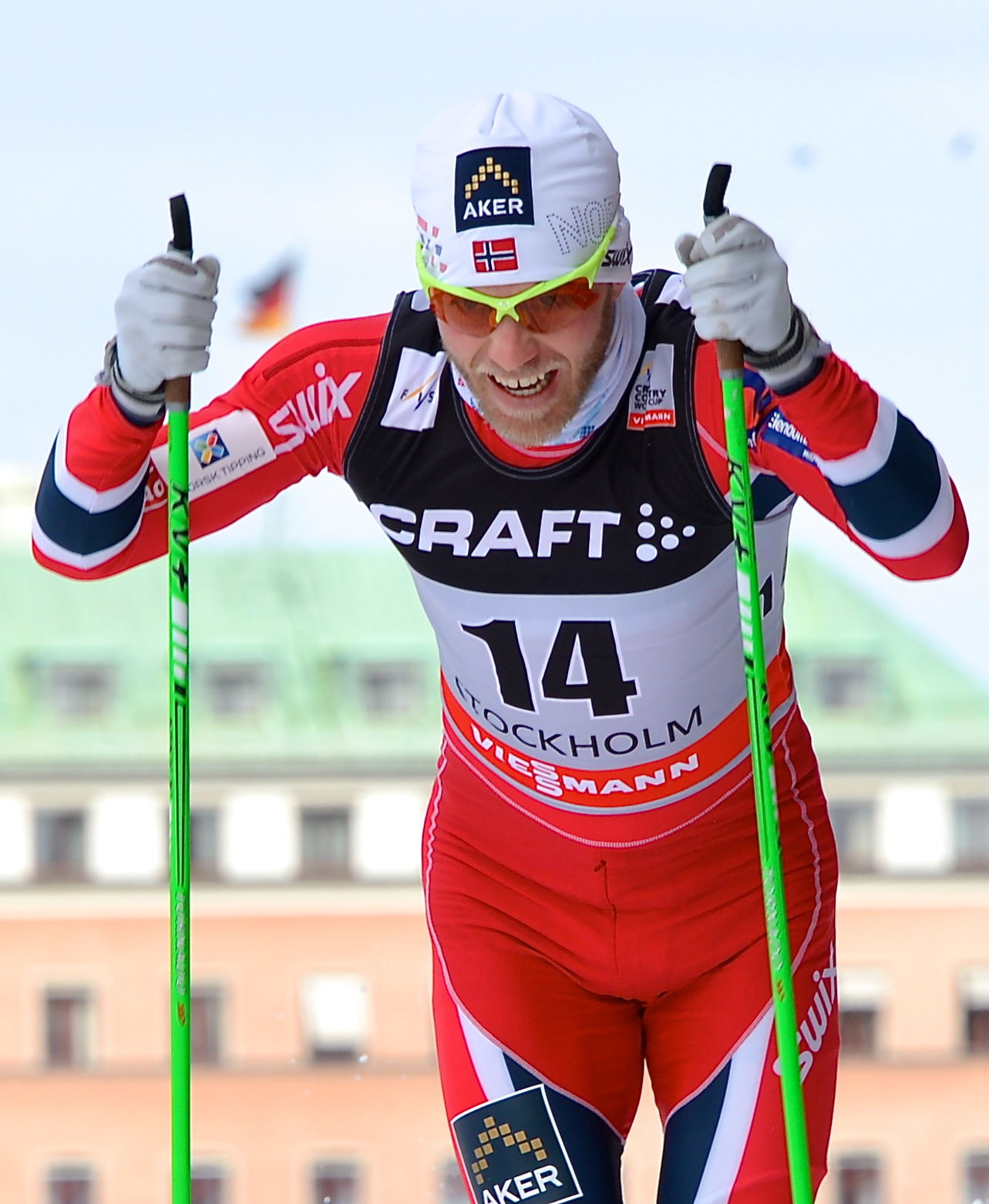
Martin Johnsrud Sundby.
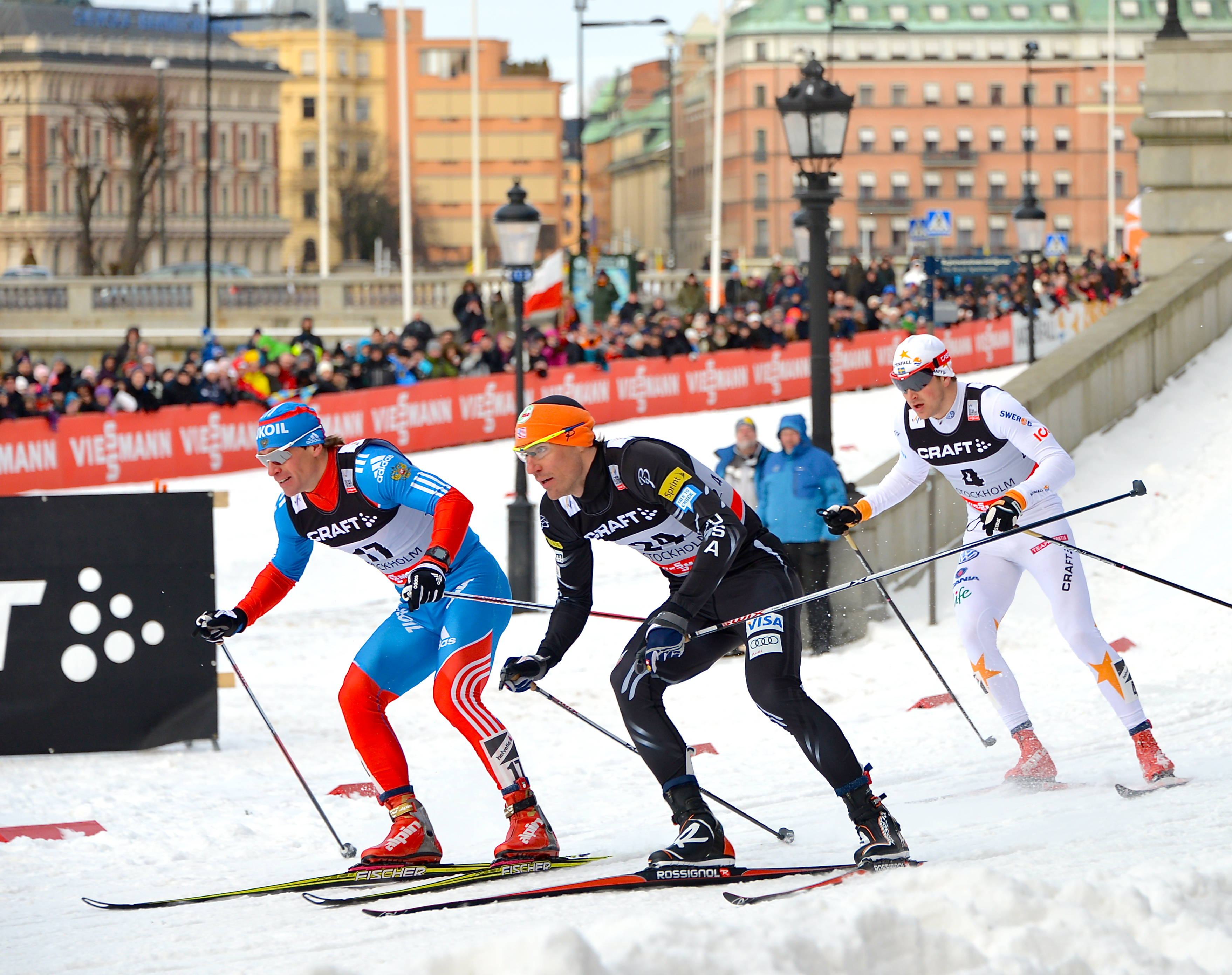
Maxim Vylegzhanin (17), Teodor Peterson (4), Torin Koos (24).
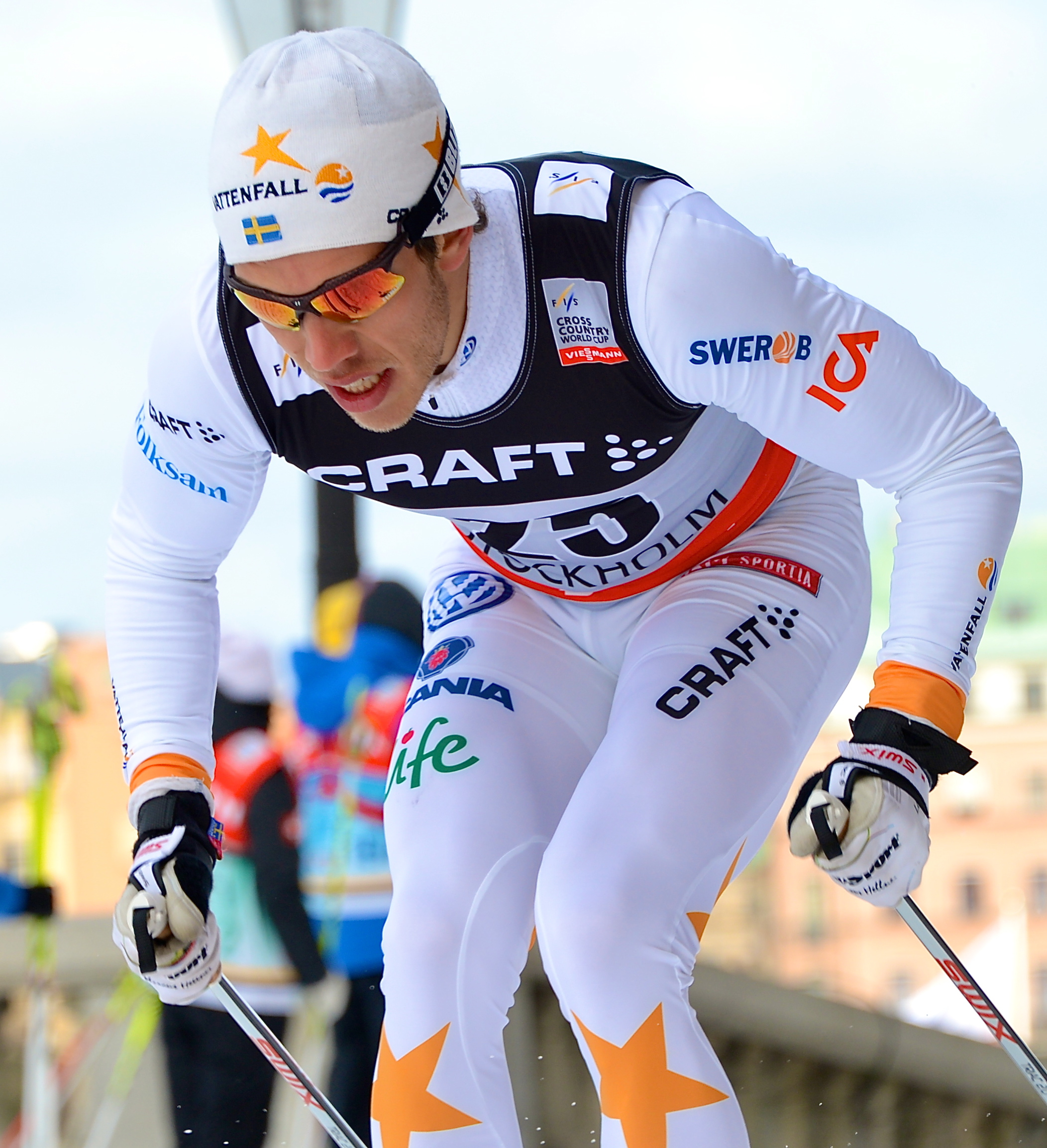
Marcus Hellner.
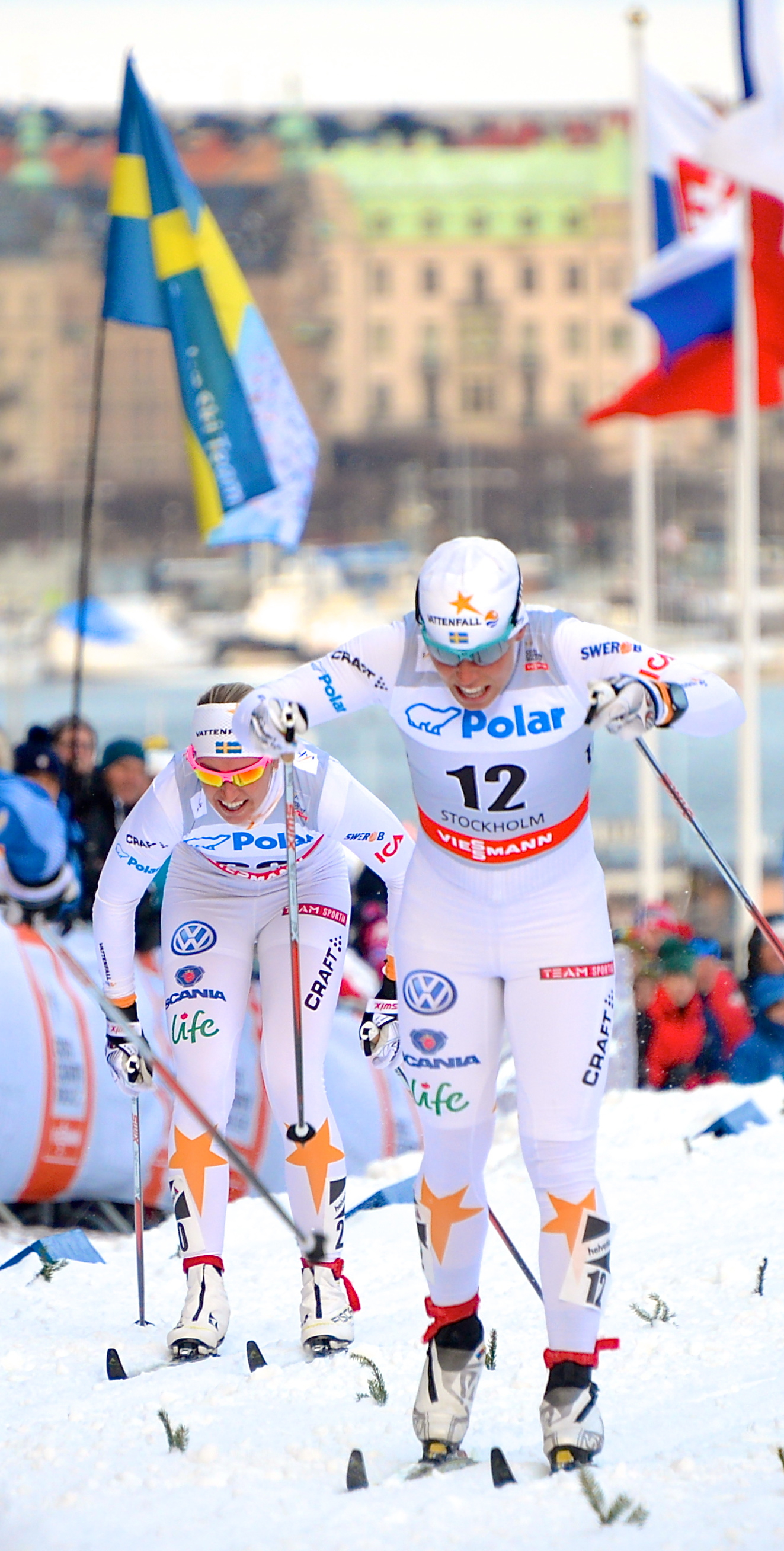
Charlotte Kalla (12) och Magdalena Pajala spurtar.
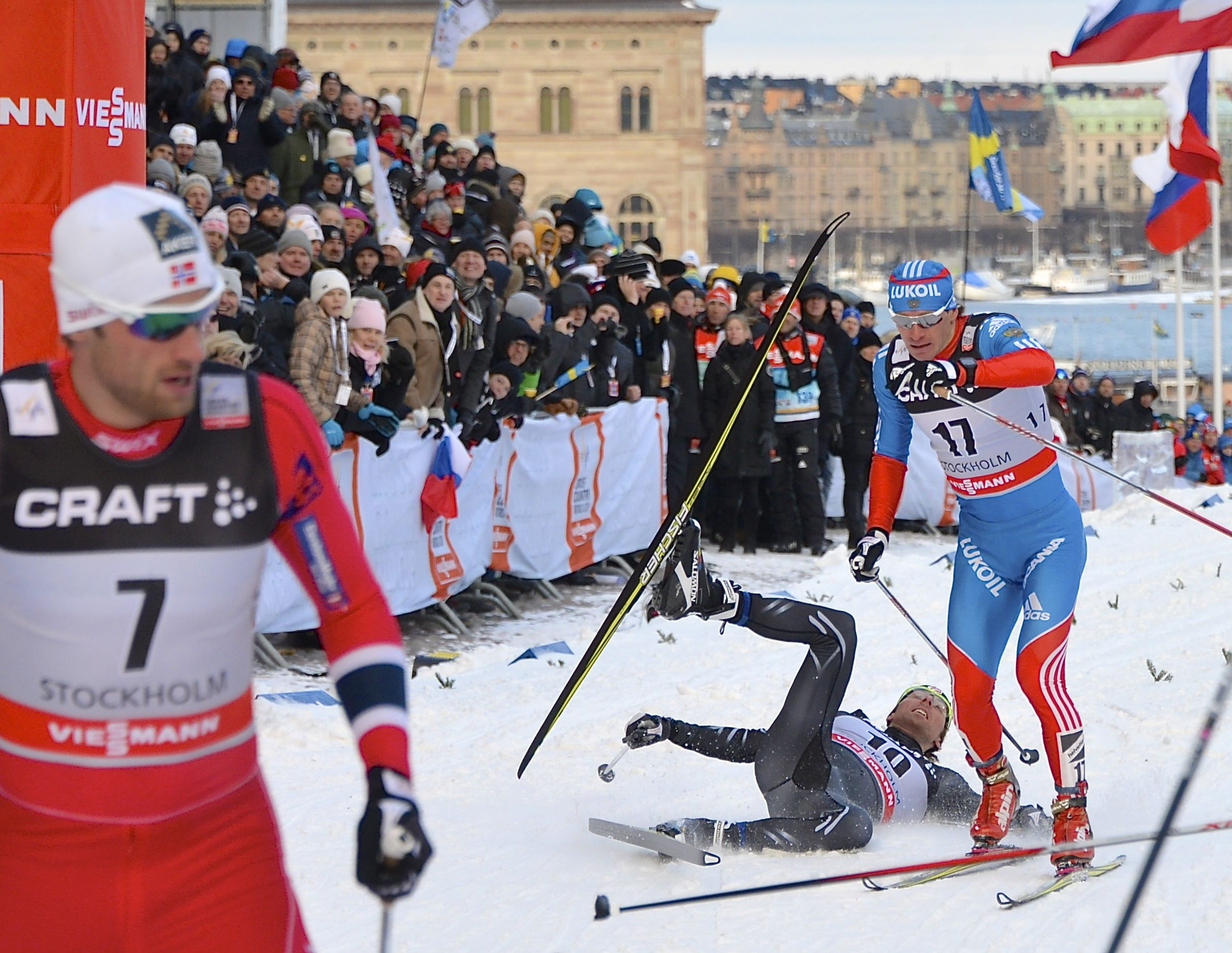
Fall på mållinjen.
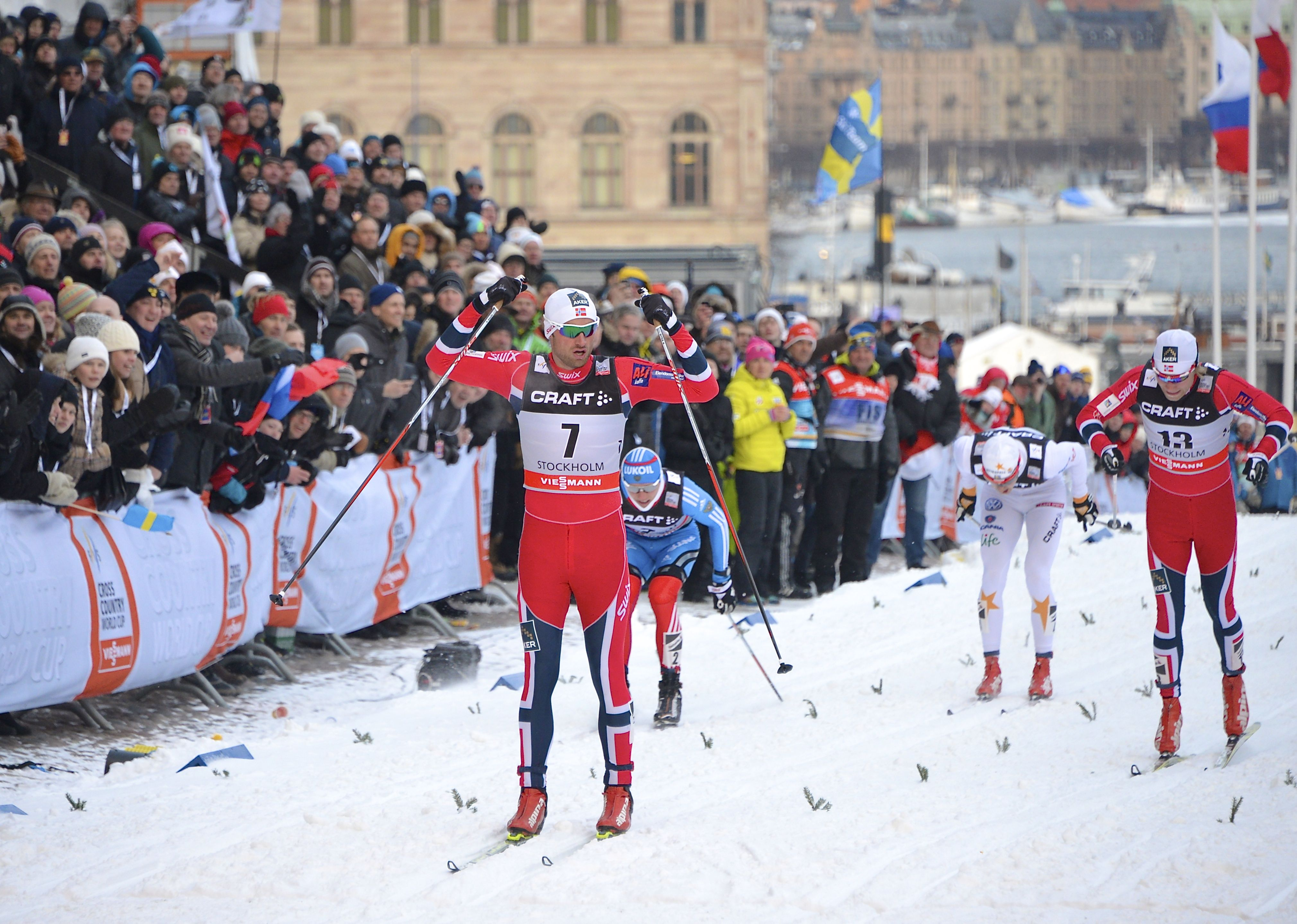
Petter Northug segrar i Royal Palace Sprint 2013.
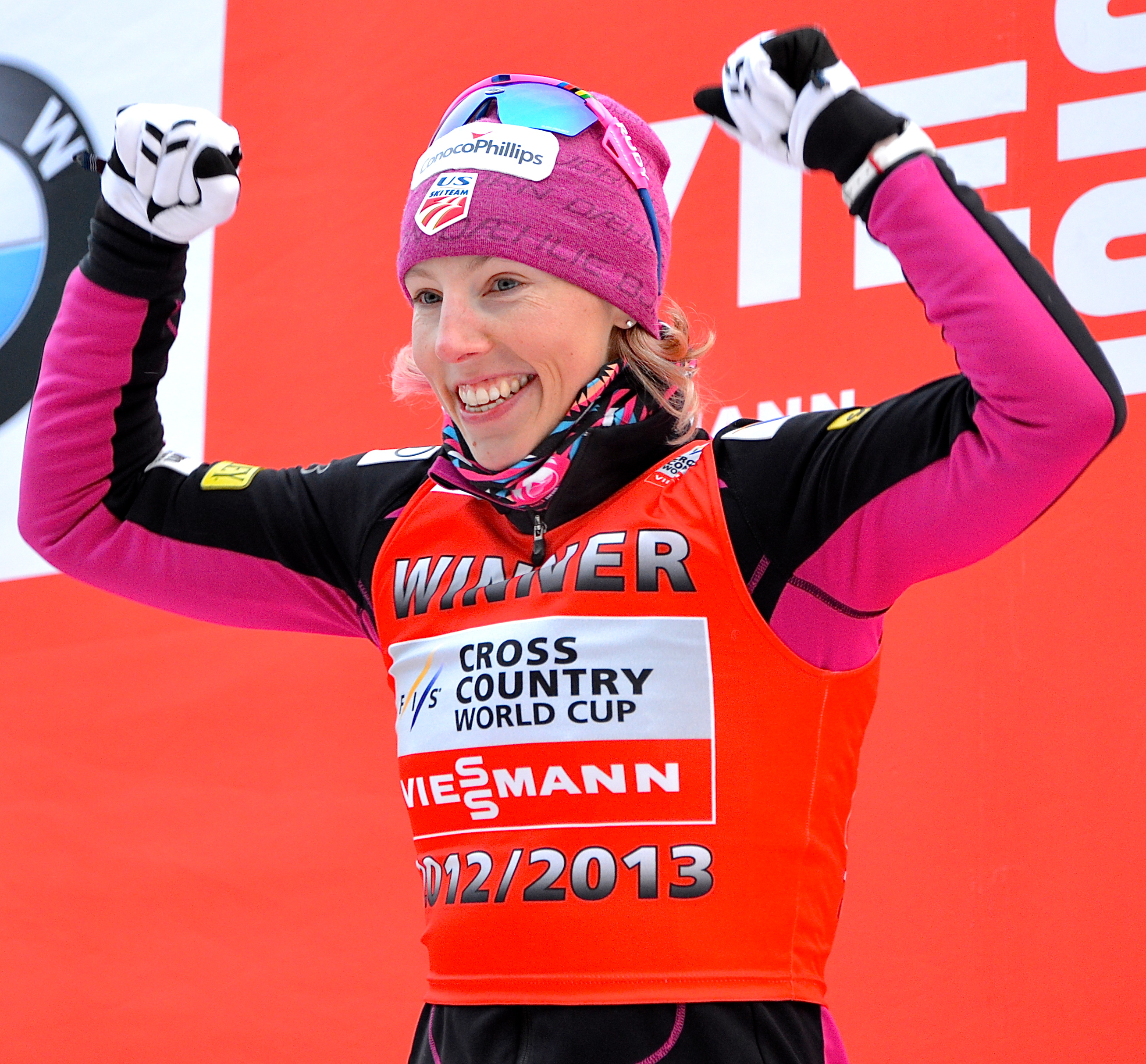
Kikkan Randall vinner sprintcupen för damer i världscupen i längdskidåkning 2012-13.
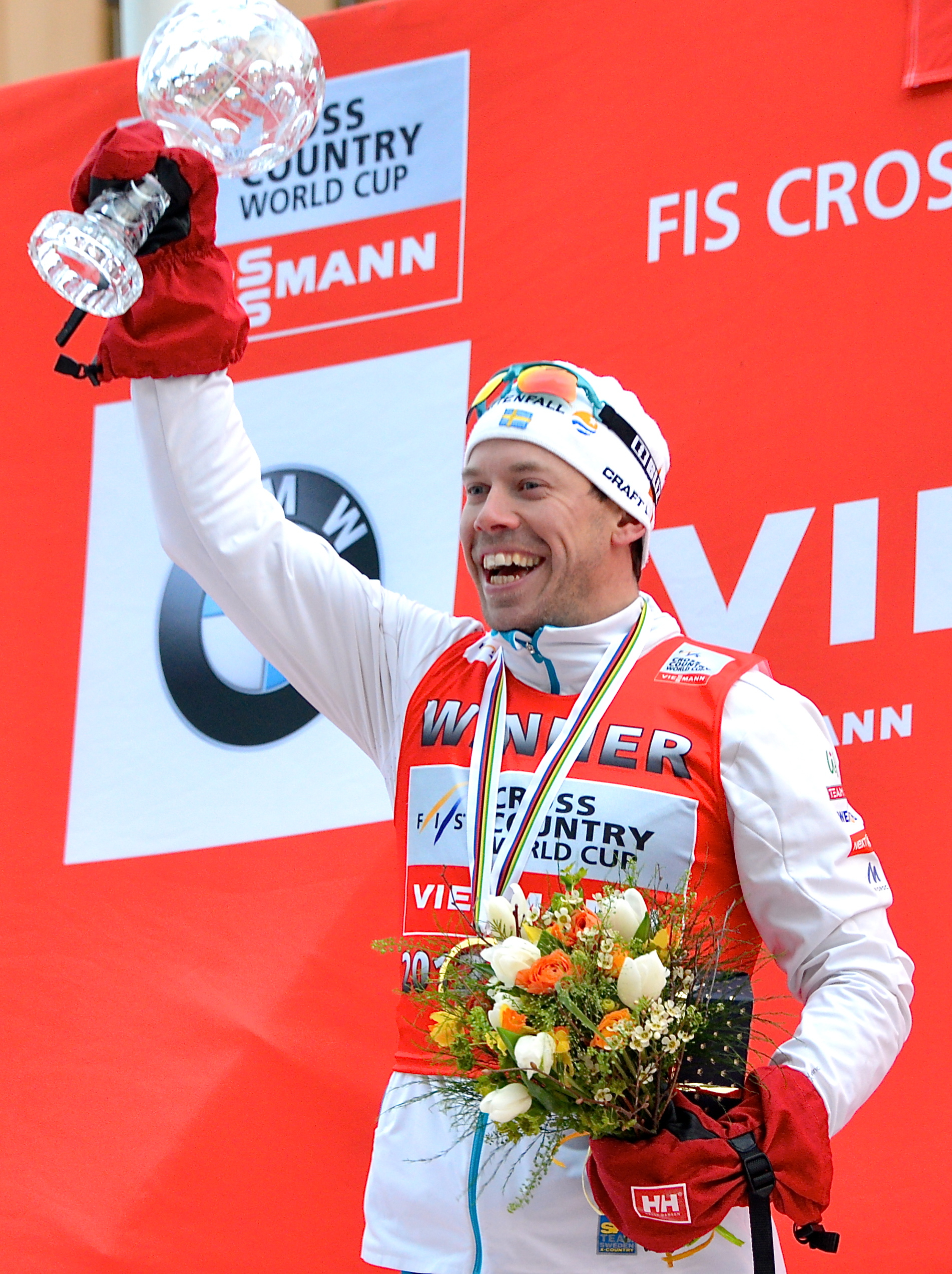
Emil Jönsson vinner sprintcupen för herrar i världscupen i längdskidåkning 2012-13.
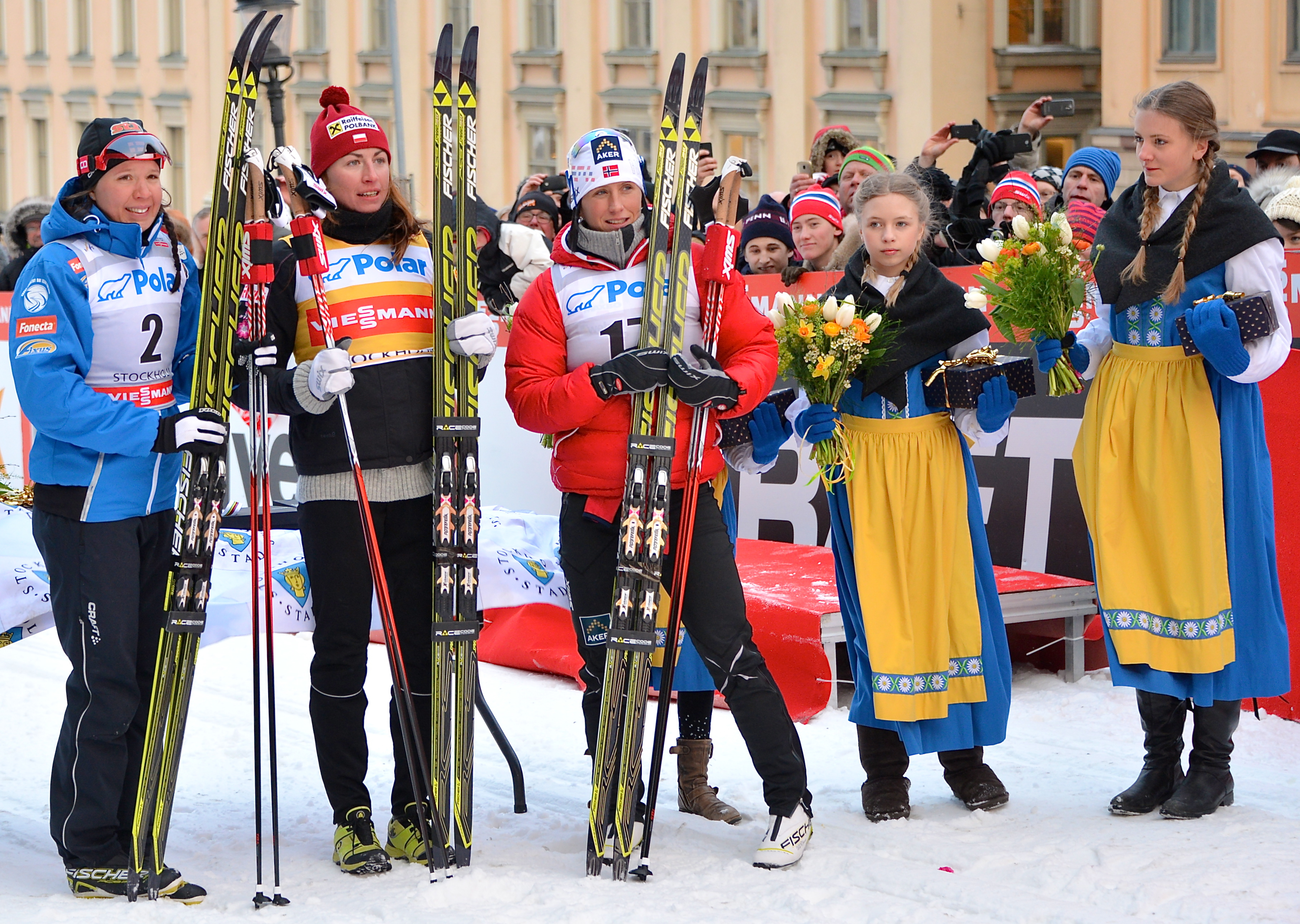
Kerttu Niskanen, Justyna Kowalczyk och Marit Bjørgen.
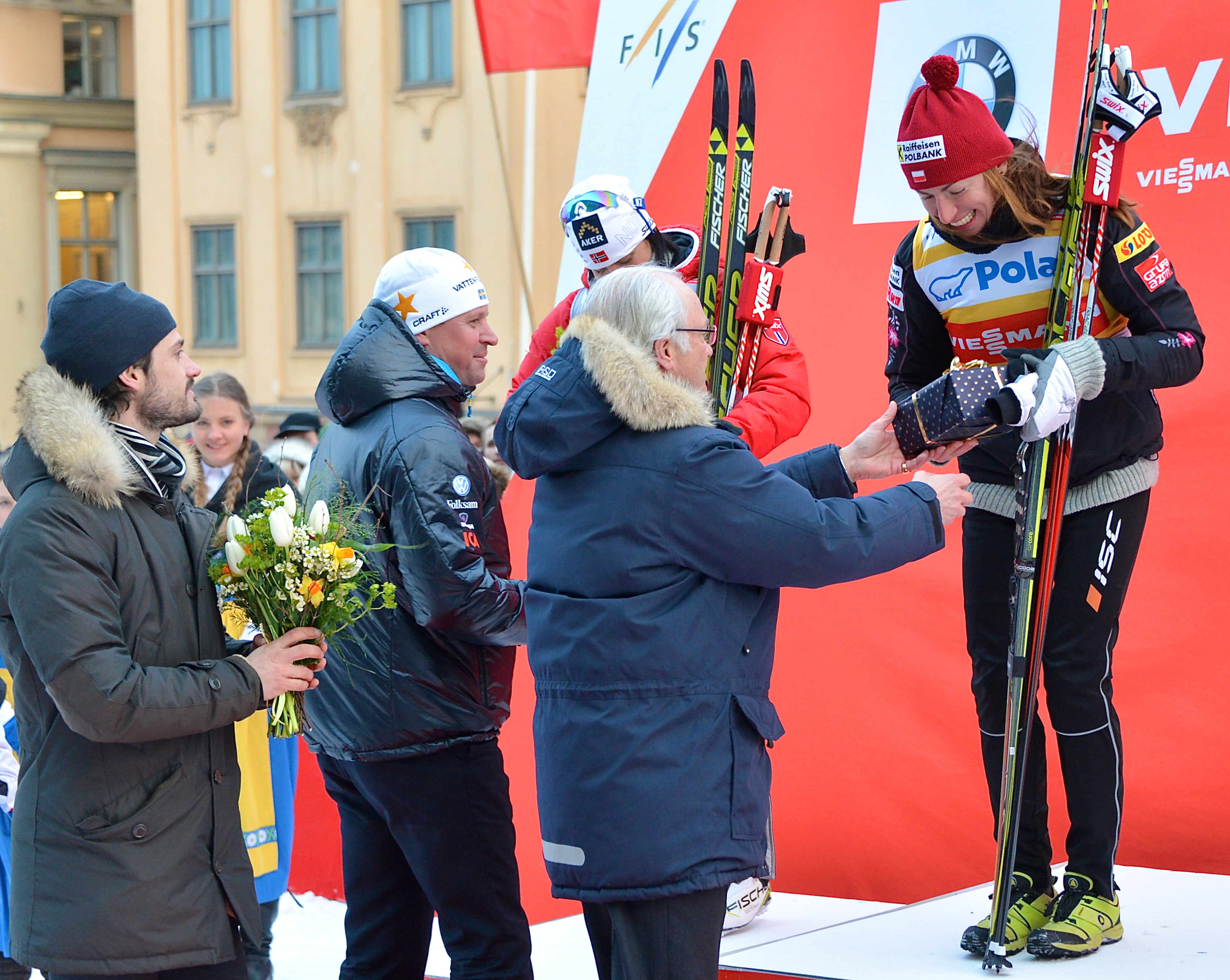
Vinnaren Justyna Kowalczyk gratuleras kungligt.